# György Kunsági
György Kunsági   (Budapest, 12 de març de 1934 - 6 de setembre de 2007) fou un nedador hongarès, especialista en braça, que va competir durant les dècades de 1950 i 1960.
El 1960 va prendre part en els Jocs Olímpics d'Estiu de Roma, on va disputar dues proves del programa de natació. En ambdues, els 200 metres braça i els 4×100 metres estils, quedà eliminat en sèries.
En el seu palmarès destaca una medalla de plata en els 4×100 metres estils del Campionat d'Europa de natació de 1958. Formà equip amb László Magyar, György Tumpek i Gyula Dobay.